# Pelobates cultripes
Pelobates cultripes là một loài cóc chân xẻng. Loài cóc này được tìm thấy ở nhiều vùng của Pháp, Tây Ban Nha, và Bồ Đào Nha.
Loài cóc này chủ yếu sinh hoạt về đêm, nhưng đôi khi người ta thấy số lượng lớn xuất hiện sau khi cơn mưa. Chúng ẩn trong hang sâu đến 20 cm và có thể chúng chui vào đất khá nhanh. 